# El grito silencioso (película de 1984)
El grito silencioso es una película educativa provida de 1984 dirigida por Jack Duane Dabner y narrada por Bernard Nathanson, un obstetra y activista a favor del aborto ahora activista provida.  Fue producido en sociedad con la organización provida National Right to Life Committee. La película muestra el proceso de un aborto por ultrasonido y muestra un aborto inducido que tiene lugar en el útero. Durante el proceso del mismo, se describe que el feto manifiesta dolor y malestar. El video ha sido una herramienta popular utilizada por la campaña antiaborto, pero ha sido criticado por miembros de la comunidad médica que lo califican como engañoso.

## Historia
Nathanson acredita en una entrevista de 1984 que gracias al entonces presidente republicano Ronald Reagan por haberlo inspirado. En un discurso pronunciado ante la Asociación Nacional de Radiodifusores Religiosos en enero de 1984, Reagan afirmó que un feto sufre un "dolor largo y agonizante" durante un aborto. Los medios y la comunidad médica cuestionaron las declaraciones de Reagan. El Colegio Estadounidense de Obstetras y Ginecólogos emitió un comunicado en respuesta al comentario del presidente, diciendo que las vías neurológicas necesarias para experimentar el dolor no comienzan a desarrollarse hasta el tercer trimestre del embarazo. Cuando los críticos continuaron discutiendo la afirmación de que un feto siente dolor durante los primeros dos trimestres del embarazo, Nathanson decidió hacer una película.
El grito silencioso fue visto por su productor y por el lobby antiaborto como una herramienta capaz de influir en la opinión pública. La película se estrenó en el programa del televangelista Jerry Falwell y se emitió cinco veces en un lapso de un mes en las principales cadenas de televisión de Estados Unidos. La película fue luego distribuida ampliamente a escuelas secundarias y universidades y, según TIME, "adoptada como un arma de propaganda efectiva por organizaciones anti aborto". La película fue popular entre las personas que se opusieron al aborto, incluso se mostró en la Casa Blanca por el entonces presidente Ronald Reagan.

## Comunidad médica
Miembros de la comunidad médica fueron críticos con la película, describiéndola como falaz y engañosa. Richard Berkowitz, profesor de obstetricia y ginecología del Centro médico Mount Sinai, describió la película como "engañosa e injusta en los hechos". John Hobbins de la Escuela de Medicina de Yale dijo que el uso de la película de efectos especiales es engañoso, una forma de "flimflam técnico". Señaló que en la película el ultrasonido se ejecuta inicialmente a baja velocidad, pero que se acelera cuando se introducen los instrumentos quirúrgicos para dar la impresión de que "el feto se está revolcando alarmado". Hobbins cuestionó el "grito" titular, señalando que "el feto pasa mucho tiempo con la boca abierta", que el "grito" puede haber sido un bostezo, y también que la "boca" identificada en el ultrasonido borroso de la película puede haber sido el espacio entre el mentón fetal y el pecho. Edward Myer, presidente de pediatría de la Universidad de Virginia, afirmó que, a las doce semanas, el cerebro no está lo suficientemente desarrollado como para que un feto pueda sentir dolor. Del mismo modo, Hart Peterson, presidente de neurología pediátrica en el Hospital de Nueva York, afirmó que la "noción de que un feto de 12 semanas se siente incómodo es errónea".
Los expertos en desarrollo fetal argumentaron que, contrariamente a la afirmación de Nathanson en la película, un feto no puede percibir el peligro ni realizar movimientos decididos. David Bodian, neurobiólogo de la Facultad de Medicina Johns Hopkins, afirmó que los médicos no tenían evidencia de que un feto de doce semanas pudiera sentir dolor, pero señaló la posibilidad de un movimiento reflejo del feto en respuesta a estímulos externos como instrumentos quirúrgicos. El tamaño de la imagen de ultrasonido y del modelo de feto utilizado también fue calificado como engañoso, ya que aparenta mostrar al feto del tamaño de un bebé a término, mientras que en realidad un feto de doce semanas mide menos de dos pulgadas de largo. Jennifer Niebyl de la Facultad de Medicina Johns Hopkins dijo que lo que Nathanson describió como el feto que retrocede ante el dolor y trata de escapar es "una actividad estrictamente de reflejo", que Nathason hizo que tuviera sentido al acelerar la película cuando se colocó el catéter de succión. Fay Redwine del VCU Medical Center declaró: "Cualquiera de nosotros podría mostrarle la misma imagen en un feto que no está siendo abortado".
Una revisión sistemática multidisciplinaria de 2005 en JAMA en el área del desarrollo fetal encontró que es poco probable que un feto sienta dolor hasta después del sexto mes de embarazo. Los neurobiólogos del desarrollo sospechan que el establecimiento de conexiones talamocorticales (aproximadamente a las 26 semanas) puede ser crítico para la percepción fetal del dolor.

## Críticas
En 1985, La Federación de Paternidad Planificada de Estados Unidos (Planned Parenthood Federation of America (PPFA)) preocupada porque la película sería utilizada para "diseminar mitos dañinos que podrían afectar la salud y los derechos de la mujer", convocó a un equipo de médicos expertos para elaborar un documento en respuesta a las afirmaciones  que se hacen en la película. El documento se tituló Los hechos hablan más que "El grito silencioso" e incluye respuestas y aclaraciones a lo que Planned Parenthood percibe como inexactitudes médicas (entre ellas el dolor fetal, los movimientos voluntarios del feto, el grito, la necesidad del método utilizado); a las pretendidas declaraciones "engañosas, exageraciones" y alusiones (las ondas cerebrales y el ritmo cardíaco del feto, el tamaño del muñeco, los daños psicológicos de las mujeres) que fueron detectadas en la película; y a preguntas y otros problemas que no se mencionan (el tiempo que tarda el procedimiento, la falta de alusión a la situación de la mujer que aborta, los fetos muertos que se muestran)
La autora y periodista Katie Roiphe describió el video como "propaganda extremadamente sospechosa" y "esencialmente una película de terror que usaba francas distorsiones". La politóloga y activista pro-elección Rosalind P. Petchesky describió "sus distorsiones visuales y fraude verbal" y dijo que "pertenece más a la representación cultural que a la evidencia médica".